# 超微細電子工学
超微細電子工学 (ナノエレクトロニクス、ナノ電子工学) とは、電子工学の一分野であり、電子部品における超微細加工技術の利用に関する学問領域である。素子間や原子間の相互作用、並びに量子力学的特性を考慮する必要のある規模での半導体材料や半導体素子を研究対象とする。

## 概要
1965年、ゴードン・ムーアは珪素トランジスタが微細化の流れにあることを認識した。これは後にムーアの法則として成文化された。現在もトランジスタの大きさは微細化の一途にある。超微細電子工学では、ナノスケールでの半導体材料や半導体素子を研究することによって、この経験則を継続させ続けることを目的としている。